# Visitandinnenklooster (Mamers)

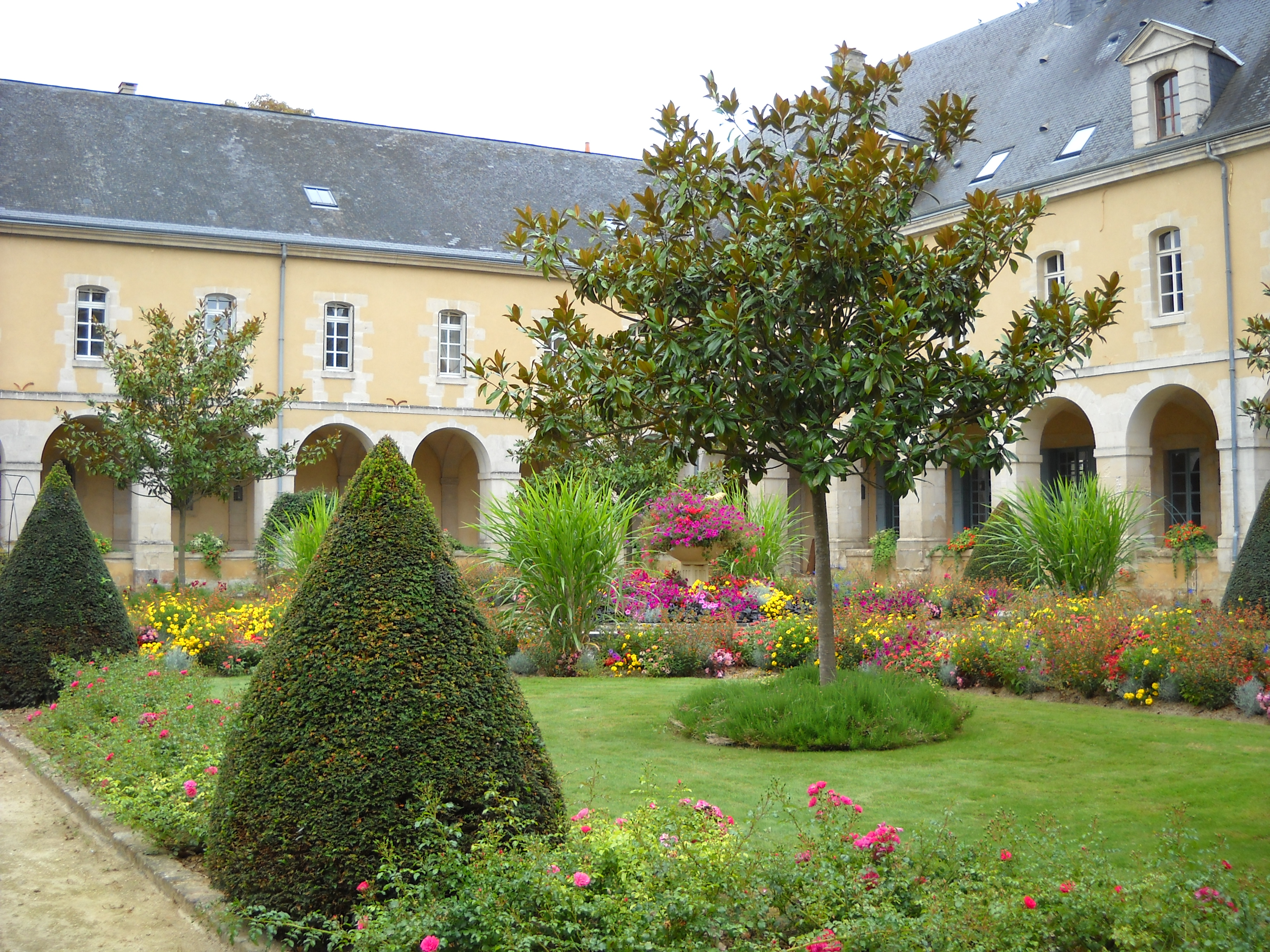
Het voormalig Visitandinnenklooster

Het Visitandinnenklooster (Frans: Couvent de la Visitation) is een voormalig vrouwenklooster van de Orde van Maria Visitatie in de Franse stad Mamers (Sarthe). Het klooster werd gesticht in 1630 en afgeschaft in 1792. Sinds 1794 zijn overheidsdiensten gevestigd in de oude kloostergebouwen.

## Geschiedenis
Het klooster werd gesticht in 1630. De bouw werd bekostigd door de familie Davoust toen Marie-Augustine Davoust intrad in de Orde van Maria Visitatie. Zij overleed later ook in dit klooster. Het klooster werd in de volgende 150 jaar stelselmatig uitgebreid. In 1792, na de Franse Revolutie, werden de zusters visitandinnen verjaagd uit hun klooster. Op 31 oktober 1792 werd het visitandinnenklooster openbaar verkocht. Twee jaar later kwam het in het bezit van de gemeente Mamers. Het gemeentehuis, de rechtbank en de onderprefectuur werden in het gebouw ondergebracht. Een deel van het gebouw deed ook dienst als gevangenis. In 1955 werd het gebouw ernstig beschadigd bij een brand, maar het werd daarna hersteld.